# 가벼운 마크업 언어
가벼운 마크업 언어(Lightweight markup language)는 간결한 문법을 가진 마크업 언어이다. 가벼운 마크업 언어는 보통의 마크업 언어보다 문법이 간단하여 이해, 편집, 처리하기가 쉽다. 복잡한 HTML이나 XML을 대체하기 위한 다양한 종류의 가벼운 마크업 언어가 개발되고 있다. 가벼운 마크업 언어는 주로 전자 게시판, 블로그나 위키 등에서 복잡한 HTML 대용으로 사용한다. 이는 사용자가 글을 읽을 때 HTML이나 XHTML로 변환되어 표시된다.

## 가벼운 마크업 언어 목록
시각적인 표시 지향
- BBCode
- Markdown
- 위키텍스트

데이터 지향
- JSON

## 같이 보기
- 마크다운